# Municipio de Padilla
El municipio de Padilla es uno de los 43 municipios en que se encuentra dividido el estado mexicano de Tamaulipas, localizado en la zona central del estado, su cabecera es la Nueva Villa de Padilla.

## Geografía
Padilla tiene una extensión territorial de 1351.26 kilómetros cuadrados que representan el 1.69% del total del estado. Ubicado en la cuenca del río Purificación, colinda al norte con el municipio de San Carlos, al norte y este con el municipio de Jiménez, al este y sur con el municipio de Casas, al oeste con el municipio de Hidalgo, al sur y oeste con el municipio de  Güémez.

### Orografía e hidrología
Su orografía es plana en las partes norte y sur, y semiplana en la parte central con pendientes que oscilan del 6 al 18%. Su suelo es apto para la agricultura, son aprovechadas 38 280 ha para este fin, 296 ha son de superficie urbana y 58 709 ha son de terrenos sin uso.
Por el territorio del municipio cruzan los ríos Purificación, Corona y Pilón, los cuales vierten sus aguas en la presa Vicente Guerrero. De esta forma se cuentan 45 272 ha de superficie pecuaria.

### Clima y ecosistemas
La temperatura oscila de 1 °C a 43 °C, se registran 700 mm como promedio de precipitació pluvial anual. Predomina el matorral alto y espinososo, la ribera del río Purificación tiene bosques caducifilios espinosos. En la periferia de la presa habitan jabalíes, venados de cola blanca, liebres, conejos, gatos monteses, víboras de cascabel y coralillos, además de aves migratorias como anátidos y palomas de ala blanca.
| Parámetros climáticos promedio de Presa Vicente Guerrero, Padilla, Tamaulipas | Parámetros climáticos promedio de Presa Vicente Guerrero, Padilla, Tamaulipas | Parámetros climáticos promedio de Presa Vicente Guerrero, Padilla, Tamaulipas | Parámetros climáticos promedio de Presa Vicente Guerrero, Padilla, Tamaulipas | Parámetros climáticos promedio de Presa Vicente Guerrero, Padilla, Tamaulipas | Parámetros climáticos promedio de Presa Vicente Guerrero, Padilla, Tamaulipas | Parámetros climáticos promedio de Presa Vicente Guerrero, Padilla, Tamaulipas | Parámetros climáticos promedio de Presa Vicente Guerrero, Padilla, Tamaulipas | Parámetros climáticos promedio de Presa Vicente Guerrero, Padilla, Tamaulipas | Parámetros climáticos promedio de Presa Vicente Guerrero, Padilla, Tamaulipas | Parámetros climáticos promedio de Presa Vicente Guerrero, Padilla, Tamaulipas | Parámetros climáticos promedio de Presa Vicente Guerrero, Padilla, Tamaulipas | Parámetros climáticos promedio de Presa Vicente Guerrero, Padilla, Tamaulipas | Parámetros climáticos promedio de Presa Vicente Guerrero, Padilla, Tamaulipas |
| Mes                                                                           | Ene.                                                                          | Feb.                                                                          | Mar.                                                                          | Abr.                                                                          | May.                                                                          | Jun.                                                                          | Jul.                                                                          | Ago.                                                                          | Sep.                                                                          | Oct.                                                                          | Nov.                                                                          | Dic.                                                                          | Anual                                                                         |
| ----------------------------------------------------------------------------- | ----------------------------------------------------------------------------- | ----------------------------------------------------------------------------- | ----------------------------------------------------------------------------- | ----------------------------------------------------------------------------- | ----------------------------------------------------------------------------- | ----------------------------------------------------------------------------- | ----------------------------------------------------------------------------- | ----------------------------------------------------------------------------- | ----------------------------------------------------------------------------- | ----------------------------------------------------------------------------- | ----------------------------------------------------------------------------- | ----------------------------------------------------------------------------- | ----------------------------------------------------------------------------- |
| Temp. máx. abs. (°C)                                                          | 38                                                                            | 40                                                                            | 42                                                                            | 43                                                                            | 46                                                                            | 43                                                                            | 42.5                                                                          | 41.5                                                                          | 40.5                                                                          | 38.5                                                                          | 36                                                                            | 35                                                                            | 46                                                                            |
| Temp. máx. media (°C)                                                         | 22.9                                                                          | 25.8                                                                          | 29.5                                                                          | 32.5                                                                          | 34.6                                                                          | 35.6                                                                          | 35.4                                                                          | 35.7                                                                          | 33.2                                                                          | 30.3                                                                          | 26.7                                                                          | 23.2                                                                          | 30.4                                                                          |
| Temp. media (°C)                                                              | 16.5                                                                          | 18.8                                                                          | 22.1                                                                          | 25.3                                                                          | 27.9                                                                          | 29.0                                                                          | 29.0                                                                          | 29.1                                                                          | 27.1                                                                          | 23.9                                                                          | 20.5                                                                          | 17.1                                                                          | 23.9                                                                          |
| Temp. mín. media (°C)                                                         | 10.0                                                                          | 11.8                                                                          | 14.7                                                                          | 18.2                                                                          | 21.0                                                                          | 22.4                                                                          | 22.6                                                                          | 22.6                                                                          | 21.0                                                                          | 17.6                                                                          | 14.3                                                                          | 10.9                                                                          | 17.3                                                                          |
| Temp. mín. abs. (°C)                                                          | -2                                                                            | -1                                                                            | 2                                                                             | 5                                                                             | 10                                                                            | 15                                                                            | 13.5                                                                          | 12                                                                            | 11.5                                                                          | 3                                                                             | 0.5                                                                           | -5                                                                            | - 5                                                                           |
| Precipitación total (mm)                                                      | 32.6                                                                          | 15.7                                                                          | 13.1                                                                          | 35.2                                                                          | 81.2                                                                          | 94.7                                                                          | 85.3                                                                          | 97.5                                                                          | 153.3                                                                         | 67.6                                                                          | 28.0                                                                          | 34.5                                                                          | 738.7                                                                         |
| Horas de sol                                                                  | 87.2                                                                          | 109.4                                                                         | 166.6                                                                         | 185.0                                                                         | 196.4                                                                         | 194.4                                                                         | 218.1                                                                         | 207.7                                                                         | 148.1                                                                         | 124.7                                                                         | 98.5                                                                          | 82.2                                                                          | 1818.3                                                                        |
| Fuente: SMN                                                                   |                                                                               |                                                                               |                                                                               |                                                                               |                                                                               |                                                                               |                                                                               |                                                                               |                                                                               |                                                                               |                                                                               |                                                                               |                                                                               |

## Demografía
De acuerdo con el censo de 2020, el municipio tiene un total de 13 618 habitantes, de los que 6851 son hombres y 6767, mujeres.
La población del municipio se distribuye en 249 localidades. Las más pobladas al año 2020 son:
| Localidad              | Población |
| ---------------------- | --------- |
| Nueva Villa de Padilla | 5531      |
| El Barretal            | 3082      |
| La Soledad             | 552       |
| Corpus Christi         | 482       |
| Marte R. Gómez         | 392       |

## Historia
Su historia se remonta a 1749 cuando fue fundada por José de Escandón con 41 habitantes la Villa de San Antonio de Padilla, en honor de Antonia Ceferina Pacheco de Padilla y Aguayo (esposa del Virrey Conde de Revillagigedo) y de San Antonio de Padua. Fue también el lugar en donde fue fusilado Agustín de Iturbide en 1824 y en donde se suicidó Manuel Mier y Terán en 1832. Asimismo, la Villa de Padilla fue capital del estado de Tamaulipas de 1824 a 1825 siendo sede del primer Congreso del estado. En 1971, se inauguró la presa Vicente Guerrero, motivo por el cual se trasladó la cabecera municipal a su actual ubicación y su nombre a Nueva Villa de Padilla.

## Política
El ayuntamiento cuenta con un presidente municipal, un síndico, cuatro regidores de mayoría relativa y dos de representación proporcional. Además de la administración pública se cuenta con delegados como autoridades auxiliares en las comunidades del municipio.

### Representación legislativa
Para la elección de los diputados locales al Congreso de Tamaulipas y de los diputados federales a la Cámara de Diputados, el municipio de Padilla se encuentra integrado en los siguientes distritos electorales:

Local:

V Distrito Electoral Local de Tamaulipas con cabecera en Victoria (zona sur), comprendiendo además a los de Casas y Llera.

Federal:

V Distrito Electoral Federal de Tamaulipas con cabecera en Victoria.

### Presidentes municipales
- Gregorio Molina de la Cruz, de 1964 a 1967.(Antiguo Padilla).
- Dolores Rodríguez de Nava, de 1967 a 1970.(Antiguo Padilla)
- José Vargas Muñoz, de 1970 a 1973
- Vicente Cepeda Rodríguez, de 1975 a 1977.
- Jesús María Saldivar Guevara, de 1978 a 1980.
- Jesús Nava Rodríguez, de 1981 a 1983.
- Reyes Grimaldo Mata, de 1984 a 1986.
- Fernando García Arellano, de 1987 a 1989.
- Gustavo Rivera Carranco, de 1990 a 1992.
- Arsenio Rodríguez Castillo, de 1993 a 1995.
- Everardo Ruiz Aguilar, de 1996 a 1998.
- José Guadalupe Sena Rodríguez, de 1999 a 2001.
- Sergio Alberto Arizmendi Anaya, de 2002 a 2004.
- Arsenio Rodríguez Castillo, de 2005 a 2007.
- José Manuel Treviño González, de 2008 a 2010.
- Edgar Eduardo Alvarado, de 2011 a 2013.
- Edgar Eduardo Alvarado, de 2016 a 2018.
- Edgar Eduardo Alvarado, de 2018 a 2021.